# Reial Club Deportiu Mallorca
El Reial Club Deportiu Mallorca Sociedad Anónima Deportiva (abreujat: RCD Mallorca), sovint anomenat només Mallorca, és un club de futbol, fundat el 1916 a Palma amb el nom de Real Sociedad Alfonso XIII. Posteriorment amb l'arribada de la Segona República (1931) es canvià el nom pel de Club Deportiu Mallorca. El 1949 s'hi afegí el prefix Reial.

## Història

### Fundació de l'Alfonso XIII
Sembla que dia 5 de juliol de 1894, aparegué a La Almudaina per primera vegada la paraula foot-ball a la premsa mallorquina. El futbol havia nascut a Anglaterra el 1863.
El desembre de 1902 es fundà l'España, el primer equip mallorquí de futbol. A poc a poc, i majoritàriament a través d'entitats ciclistes (esport més popular de l'època a Mallorca), s'anaven creant equips de futbol arreu dels pobles de Mallorca. Com a curiositat, qualcun amb el nom de Mallorca, com per exemple el Mallorca FC, CD Mallorca (un a Manacor, als anys 20, i l'altre a Sevilla, fundat el 1964), però sense relació amb l'equip actual.
El 22 de gener de 1916 es va elegir una junta per dirigir una Asociación de Clubs; aquesta tasca fou efímera, però fou un determinant per a l'aparició d'un nou club a Palma: l'Alfonso XIII FBC.
D'aquesta manera l'equip va veure la llum, essent fundat per Adolfo Vázquez Humasqué. Els fets ocorreguts aquell any foren els següents:
- 27 de febrer: es redacta l'acta de constitució de l'Alfonso XIII FBC a Palma.
- 5 de març: es constitueix la Junta Directiva de l'Alfonso XIII FBC, primera denominació de l'equip que en temps de la República (el 15 d'abril de 1931) s'anomenà Club Deportiu Mallorca i posteriorment Reial Club Deportiu Mallorca. Era presidida per Adolfo Vázquez i es constituí al carrer de Can Armengol de Palma. Hi formaren part les següents personalitats:
  - Vicepresident: Antoni Moner Giral
  - Secretari: Rafael González
  - Vicesecretari: Rafael Mascaró
  - Tresorer: Mateu Palmer
  - Comptador: Pedro Barbarín
  - Vicecomptador: Fernando Pinillos
  - Vocals: Miquel Estades, Miquel Vidal, Josep Llauger i Gabriel Muntaner

Es crearen dos equips. El Alfonso XIII i el Victoria Eugenia com a segon equip o reserva. Es realitzaren proves entre els jugadors més coneguts de Palma. Comptà en un principi amb 140 socis i un local social situat al Born.
Com que la idea de crear l'Associació de Clubs de les Balears no havia arribat a bon port, l'Alfonso s'integrà en l'Associació de Clubs de la Federació Catalana de Futbol.
- 25 de març: s'inaugura oficialment el primer estadi, el camp de Bons Aires, amb el partit disputat entre l'Alfonso XIII FBC i el FC Barcelona. El resultat va ser de 0 a 5[3] per als visitants. La recaptació fou de 800 pessetes.

Alineació de l'Alfonso XIII: Ferrà, Ballester, Parpal, Calafell, J. Llauger, B. Janer, Vidal, Quint, Ramis, Ferrer i Llabrés.
L'àrbitre fou Josep Mascaró.
- 14 d'abril: es va celebrar una junta general, de la qual va sortir el primer president, Sr. Antoni Moner Giral.
- 30 d'abril: l'Alfonso XIII va disputar el seu primer partit a la Península. Va ser davant de l'Iluro Mataró i el resultat final, 3 a 3.
- A la darreria de juny, participà amb el seu filial Progreso en el Trofeo Copa Darder Hermanos amb victòria final contra el Mallorquín. Es pot dir que fou el primer torneig guanyat per l'entitat ciutadana
- 30 de juny: S.M. El Rei Alfons XIII va honorar l'equip amb el títol de "Real Sociedad", passant a ser el Real Sociedad Alfonso XIII, nom que va mantenir fins al 1931 en què el va canviar pel de Club Deportivo Mallorca.
- 31 de desembre: guanya la Copa Alfonso XIII, com a amfitrió, disputada contra el Manacor per un resultat de 2-0.

### Etapa de l'Alfonso XIII (1917-1931)
El maig del 1917 guanyà una Copa cedida pel baró de Güell. A l'octubre del mateix any, participà com a campió de Balears, després de guanyar de forma polèmica el Campionat de Balears, on estaven inscrits ell, el seu filial i els dos equips de La Veda, en el campionat de la Segona Lliga de Catalunya. En aquesta competició s'enfrontà als equips de Club Esportiu Júpiter (campió provincial de Barcelona), Futbol Club Palafrugell (Girona) i Reus Deportiu (Tarragona). Es proclamà Campió de la Segona Lliga de Catalunya, guanyant al Júpiter per 3-2 i a la final, el 14 d'octubre, contra el Palafrugell per 3-1.
El Campionat de Balears de 1919 el guanyà també l'Alfons XIII, enfrontant-se al Monte Pío (4-1) i al Manacor (6-0) i contra el Mahón FC essent la final i imposant-se per 1-0 i 1-1. El trofeu havia estat donat per la mateixa Casa Reial.
En aquest període (1916-1931), només un jugador que hagués defensat els colors del primer equip alfonsí, va arribar a jugar a la Primera Divisió espanyola. Fou Felip Ferrer.
Durant l'any 1920, molts jugadors deixaren l'equip, i el club estigué a punt de dissoldre's, ja que el nombre de socis també davallà a una vintena. Però el 31 de desembre es formà una nova junta directiva presidida per Josep Ramis d'Ayreflor i Rosselló, advocat i regidor de l'Ajuntament de Palma.
El 13 de març de 1921 s'enfrontà per primera vegada al Balears FC, antecedent de l'actual CE Atlètic Balears. També es disputà la Copa Ajuntament de Palma que guanyà l'equip alfonsí. Al setembre del 1922 participà en la Copa Mallorca amb el seu tercer equip, però així i tot també la guanyà. Igualment es proclamà campió de Balears el 1924.

Escut de l'Alfons XIII

Aquest mateix any, Ramis d'Ayreflor abandonà el càrrec de president, deixant el club sanejat i l'equip com a campió de Balears, per la qual cosa va ser distingit com a president honorari. 5 anys més tard, el 1929, tornà a la presidència, però al cap d'uns mesos va ser rellevat pel directiu Sebastià Sancho Nebot.
A la temporada 1924/25, amb Antoni Moner de president altra vegada, guanyà el Campionat de Mallorca així com el Campionat Balear, aquest darrer, contra el CD Menorca (1-2/1-0). Per desavinences amb la Federació Catalana, no va participar en el campionat de Segona Lliga de Catalunya, com havia fet altres vegades.
El 29 de juny de 1924, en una reestructuració més de la Junta Directiva de l'Alfonso XIII, apareix per primera vegada com a vocal el nom de Lluís Sitjar Castellà, futur darrer president del Alfonso XIII, i primer del CD Mallorca, així com que el camp nou dugués el seu nom. El 21 de setembre, Ramis d'Ayreflor dimiteix com a president, i Antoni Moner altra vegada es fa càrrec del club, ascendint a Lluís Sitjar Castellà, amb només 24 anys, com a vicepresident.
La temporada 1925/26, se celebrà dues vegades el Campionat de Mallorca, després de la suspensió del primer a haver-se jugat alguns partits. Tornà a guanyar el títol, i a la final del Campionat de Balears, es va perdre contra el US Mahón per 1-1 i 1-2. Al juny del 1926, fou elegit nou president, Sebastià Sancho Nebot.
A la temporada 1926/27, tornà a produir-se canvis a la directiva. El 16 de juny de 1926, es creà la Federació Balear de Futbol i al cap de 8 dies, el 24 de juny, l'Alfons elegia per unanimitat, en Junta General, a Lluís Sitjar Castellà com a nou president. El 22 de març de 1927 es tornava a proclamar campió de Balears. Però en una acció inexplicable, el 19 de juny, Lluís Sitjar tornava a ser relegat a vocal i Sebastià Sancho es tornava a fer càrrec de la presidència.
Després d'algunes escissions a la Federació Balear i conflictes amb la Federació Espanyola, al 26 de febrer de 1928, es nomena nova junta directiva encapçalada aquest cop per Manuel Vilallonga, essent vocals els 4 expresidents. Aquesta temporada (1928/29, tornà a guanyar el campionat mallorquí i el de Balears, per 5-1 contra la Unió Sportiva de Maó. Això li va permetre participar en la Copa del Rei.
S'intentà convèncer la Federació Espanyola, perquè pogués participar en el campionat d'Espanya, però se li negava pel fet que el camp de Bons Aires era de terra. A la primera temporada de la lliga no fou inclòs ni a la primera ni a la segona divisió. El 15 de maig es tornà a triar nova junta i tornà a sortir elegit, Josep Ramis d'Ayreflor.
A la següent temporada, es tornà a proclamar campió de Mallorca. El gener del 1930, altra vegada, tornà a la presidència, Sebastià Sancho. A la temporada 1930/31, amb Antoni Parietti Coll com a president, tornà a guanyar el campionat de Mallorca. Posteriorment es proclamà la Segona República, i el 14 d'abril del 1931 es produí el canvi de nom. Passa de ser el Real Sociedad Alfonso XIII i s'anomenà Club Deportivo Mallorca. Tornà a canviar de directiva i fou Lluís Sitjar el que es tornà a posar al front de l'equip mallorquí el 10 de novembre del 1930. La nova junta directiva estava formada per Lluís Sitjar com a president, Gabriel Esteva Llompart (vicepresident), Miquel Seguí Darder (Secretari), Joan Bestard Ramon (sotssecretari), Sebastià Sancho Nebot (tresorer), Josep Valent Barceló (comptador) i els vocals Josep Quint Zaforteza, Gabriel Font Martorell, Arnau Oliver Capó, Federico Pérez Zurbano i Miquel Forteza Fuster.
Així baix aquesta denominació s'aconseguí un campionat de Segona Lliga de Catalunya, 8 campionats de Mallorca, 6 de Balears, el Campeonato del Bloque de Defensa del 1927/28 (no oficial) i dues participacions en la Copa d'Espanya.

### Club Deportivo Mallorca (1931-1960)

Escut del CD Mallorca

La nova junta abans mencionada, estava formada per: Lluís Sitjar Castellà (president), Gabriel Esteva Llompart (vicepresident), Miquel Seguí Darder (Secretari), Joan Bestard Ramon (sotssecretari), Sebastià Sancho Nebot (tresorer), Josep Valent Barceló (comptador), i els vocals Josep Quint Zaforteza, Gabriel Font Martorell, Arnau Oliver Capó, Federico Pérez Zurbano i Miquel Forteza Fuster.
Però per devers maig del 1931 tornà a passar a la presidència, el senyor Antoni Parietti. Llavors es va aconseguir incloure per primera vegada el Mallorca en un torneig espanyol de Lliga. Fou a la temporada 1931/1932 tenint com a adversaris de grup al Sabadell, Badalona, Martinenc, Júpiter i Iberia SC. El 3 de maig del 1932 es va anomenar un triumvirat del qual el senyor Josep Sancho Nebot en fou el president.
El 23 de juliol de 1932 va ser elegit nou president el senyor Ramon Cavaller. El 1933 tornava a aparèixer l'amenaça de desaparició, ningú se'n volia fer càrrec, i es va triar Miquel Segui Darder com a president, tot i que de manera fugaç, ja que el 15 de juny de 1935, Andreu Homar Rullan va donar una estabilitat a la presidència de l'equip mallorquí.
Del 1934 al 1936 es disputà la Copa Presidente de la República, lligueta en la qual participaven els 4 primers del campionat de Mallorca. El Mallorca en guanyà la primera edició.
Després de la Guerra Civil, a la temporada 1939/40 el Mallorca i el Constància varen ser inscrits en el grup III de la Segona Divisió.
A la temporada 1942/43, fou nefasta i es donaren de baixa 130 dels 140 socis de l'entitat. La Federació Balear, destituí el president Homar i nomenà Antoni Moner cap d'una junta gestora. La temporada següent es designà Lluís Sitjar com a president per 4a vegada.
A la 1943/44 fou campió del grup IV de la Tercera Divisió i després de disputar una sèrie de partits, aconseguí el seu primer ascens a Segona Divisió. La temporada següent, aconseguí la permanència en la darrera jornada en un enfrontament directe contra el Constància que envià els inquers a Tercera Divisió després de dos gols d'Albella i Pocoví i un arbitratge molt polèmic.
El 23 de setembre de 1945, s'inaugura l'Estadi del Fortí amb una cabuda inicial de 16.000 espectadors. L'any 1955 el camp passà a anomenar-se Lluís Sitjar. S'anà ampliant a 25.000 espectadors el 1960 i 31.000 el 1982 per reduir-se el 1998 a causa de les noves normes de seguretat a 17.000 localitats.
La temporada 1947/48 fou un caos. Va tornar-hi haver canvi de president. Fèlix Pons Marquès va deixar el seu lloc a Joaquin Fuster de Puigdorfila, comte d'Olocau, que va recuperar pel club el títol de Real, passant a denominar-se a partir de juny del 1947, Reial Club Deportiu Mallorca. Andreu Homar tornar a collir la presidència breument, ja que el 1955 agafà les regnes del club, Joan Vidal Salvà, i que posteriorment al 1964 a 1966 i de 1972 a 1974 tornaria a tenir, mestres exercia el títol de Baró de Vidal, concedit per Don Joan de Borbó.
El deute anava ascendint i ja arribava a la xifra de tres milions de pessetes. Tot i això els jugadors seguien endavant a pesar de no cobrar. Així arriba el moment en què Joan de Vidal presentava la seva dimissió i li succeïa Antoni Buades, que impotent per resoldre la situació va marxar mesos després. Es nomenà una Junta Gestora encapçalada ara per Josep Tous Lladó, director de Última Hora i fill del fundador del rotatiu. El varen seguir en la presidència José María del Valle, després Bartomeu Mestre Salom, que en el seu curt mandat va decidir, l'11 de juny de 1955 canviar el nom al camp des Fortí pel de Lluís Sitjar, i Llorenç Munar fins a trobar la beneïda panacea que va suposar Jaume Roselló Pascual a la seva arribada al Mallorca el 1956.

### Primer ascens a Primera Divisió (1959/1960)
El 14 d'agost de 1959 s'inaugurava la il·luminació artificial del Lluís Sitjar. Es va jugar un partit contra el Newcastle United anglès on Alfredo Di Stéfano es vestí de vermell, i el resultat fou d'empat a 1.
A la temporada 1959/60 s'aconseguí la fins aleshores màxima gesta fels 43 anys d'existència del club mallorquí. Ascendir a Primera Divisió. L'entrenador era Juan Carlos Lorenzo que exercia de jugador-entrenador, figura que es donava sovint en aquell temps. Així a la temporada 1960/61, jugà per primera vegada a la categoria d'elit de la lliga espanyola arribant a quedar 9º de 16 equips.
El primer partit fou el 18 de setembre de 1960 al Lluís Sitjar rebent el Racing de Santander. Amb un ple absolut per veure aquest partit històric del RCD Mallorca. El primer gol fou marcat per Joan Forteza als 7 minuts de joc. Amb arbitratge de Ruiz Casasola l'equip vermellenc formà amb Zamora, Arqué, Bolao, Guillamón, Flotats, Boixet, Haro, Mir, Hollaus, Forteza i Loren.

### Anys 60, 70 i 80
La gloria dura uns anys fins que a la temporada 1963/1964 es baixà a Segona Divisió. L'agost se celebrà el Trofeo de la Asociación de la Prensa de Baleares que guanyà per 2-0 enfront de la SS Lazio que entrenava Joan Carlos Lorenzo, darrer entrenador del Mallorca.
El 4 de maig del 1966, el baró de Vidal presenta la dimissió i al cap de quinze dies, José Barona Alcalá, empresari valencià establert a Palma accedí a la presidència. Pretenia fer servir el club de relacions públiques i la broma li va costar quatre milions de pessetes de la seva butxaca.
El 20 de setembre de 1967, Pau Servera Enseñat es convertia en nou president, Batomeu Oliver com a vicepresident, Miquel Contestí com a secretari i Guillem Ginard com a tresorer.
A l'agost del 1969 es disputa el I Trofeu Ciutat de Palma, amb la participació de Standard de Lieja (Bèlgica), Hamburger SV (Alemanya), FC Barcelona (Espanya) i el RCD Mallorca.
El 18 de novembre del 1969, Pau Servera dimiteix i es convoquen eleccions on Guillem Ginard Oliver surt escollit com a president, proclamat el dia 7 de gener del 1970.
Un any més tard, després d'una crisi, dimiteix i entre José Fandós com a president a contracor. El deure era cada vegada major i la presidència era cada vegada més un intercanvi de personatges que ja hi havien passat.
Miquel Contestí Cardell va fer-se càrrec del club com a president a l'agost del 1978. És el president que més temporades ha estat al càrrec. Concretament tretze temporades. Del 1978 al 1992. Va dur-lo del pou de la Tercera Divisió en què havia tornat a arribar fins a la primera divisió.
Dimarts, 15 de juliol de 1986, és presentat com a jugador mallorquinista, un dels jugadors que més renom internacional ha tengut. Ell és Miquel Àngel Nadal Homar (Manacor, 1966). Igualment també arriba el fitxatge estrella, el porter marroquí Ezaqui Badou, que és el segon jugador amb més partits amb el Mallorca a primera divisió, només sobrepassat per M. A. Nadal.
El 1985, el fins llavors entrenador del filial Llorenç Serra Ferrer es va fer càrrec del primer equip. Va ser la primera passa com a entrenador professional en el futbol d'elit, ja que llavors entrenaria a Betis, FC Barcelona, i AEK Atenes FC.

### Anys històrics (1990-2003)
El 1988 es va produir el penúltim ascens a Primera. I el 1991 va arribar a la final de la Copa del Rei a l'Estadi Santiago Bernabéu contra el Club Atlético de Madrid perdent-la al minut 111.
Francesc Soler Atencia tenia 21 anys quan va debutar amb el primer equip Va estar tota la seva vida esportiva de professional com a jugador del RCD Mallorca. Va formar part de la selecció espanyola als jocs Olímpics de Barcelona 92 i, per tant, té la medalla d'or aconseguida.
A la temporada 1991/92 es va pujar del filial el porter Antoni Prats Servera, el qual també arribaria a altes fites, i el davanter Josep Gàlvez i Estèvez.

#### Conversió en SAD
Al final de temporada, Contestí, acabà el seu llarg periple a la presidència, i decidí marxar. El vicepresident Xavier Cabotà, empresari de la construcció, va prendre les regnes de la conversió en Societat anònima esportiva (SAD), que va aconseguir amb un capital concorde a les possibilitats del club, quatre-cents milions de pessetes i no els mil milions que exigia el Consell Superior d'Esports. Però l'equip quedà darrer i descendí.
Miquel Contestí, va marxar deixant un deute de setanta milions de pessetes, que era el resultat de dividir els 430 milions que havia avalat dels 350 que la Lliga Professional va donar al club.
La reconversió xifrada en 650 milions de pessetes, va deixar l'entitat a la vora de la desaparició. Només 800 seguidors varen donar suport a Miquel Dalmau Diana i recaptaren 50 milions de pessetes. Però tot i així, amb l'ajuda d'un grup de mallorquinistes, entre els quals destacaven Cristòfol Pizà i Simó Pere Barceló, el 26 de juny de 1992 va reunir els doblers de l'aval de la Banca March, i va esdevenir nou president del Mallorca.

#### L'època d'Antonio Asensio
Però el 30 de juny de 1995, el Mallorca havia donat a conèixer que el seu desfasament patrimonial era de 21 milions de pessetes. Quan es va saber que Miquel Contestí estava disposat a anar-se'n, l'expresident Miquel Contestí, que havia demanat un informe de viabilitat financera a un auditor, es va mobilitzar per acudir en ajuda del club, i amb un grup d'amics va reunir 330 milions de pessetes en un dia, però varen arribar tard: Miquel Dalmau havia acceptat l'oferta de l'empresari català Antonio Asensio Pizarro, propietari del Grup Z i president en aquell moment d'Antena 3 TV. Però com a home de confiança i que exercís el càrrec de president, va escollir a Bartomeu Beltran Pons (Campanet, 1950). Ginecòleg de professió, va formar dels serveis mèdics de la Cadena SER i posteriorment al 1989 d'Antena 3 i li agradava ser periodista. Va aplicar tècniques de màrqueting futbolístic, que a Espanya només havia emprat Josep Lluís Núñez al FC Barcelona. En pocs dies el club malloquinista va passar de tenir 800 socis a tenir-ne 10.000 abonats. El Mallorca entrava així en la modernitat. Tasca, en la qual va rebre el suport de Pere Colombàs Vanrell, que comptà amb la inestimable ajuda de la presidenta del CIM, Maria Antònia Munar que va ajudar amb la viabilitat de muntar una xarxa d'autocars que des de 40 pobles de la Part Forana traslladaven aficionats al Lluís Sitjar. Acció que es completà fent socis a tots els batles de l'illa. Tot això estant a Segona Divisió.
Però amb bons fitxatges (uns 15 jugadors nous), es va aconseguir jugar la promoció d'ascens contra el Rayo Vallecano, però es va perdre.
Per a la següent temporada, es va armar un bon equip per fer front d'una vegada per totes l'ascens somiat. Amb jugadors com Kike Burgos, David Castedo, Javier Olaizola, Marcelino, Chichi Soler, Stanković, Gabi Vidal, Maqueda i molts altres, i amb tres canvis d'entrenadors durant la temporada, passant per Irulegui, Mané i acabant pel tàndem Víctor Muñoz-Pichi Alonso es va arribar a la mateixa situació que la temporada anterior havent de jugar la promoció d'ascens contra el Rayo Vallecano, però aquesta vegada amb distint resultat. Beltran destituí Lacueva (auditor anomenat per Asensio) i en el seu lloc va posar Ramon Servalls, i amb l'ajut del periodista Joan Frontera va fer realitat la implantació mallorquinista als pobles i que fos profeta a la seva pròpia terra.
Durant la temporada, i a falta de 6 jornades pel final, i anant líder de la Segona Divisió, el president Bartomeu Beltran i Mateu Alemany, gerent del club, van comunicar el cessament a Víctor Muñoz. Ningú no s'explicava tal situació. El seu substitut fou l'entrenador del filial, Bartomeu Llompart Coll.

##### L'era Héctor Cúper
El Mallorca tornava a l'elit a la temporada 1997/98 i ho faria amb un nou entrenador, desconegut fins aleshores, Héctor Raúl Cúper. Es va comprar un lot de jugadors descartats del València CF, com van ser Gabi Moya, Xabier Eskurza, Romero, Vicente Engonga, Iván Campo i Pepe Gálvez, que tornava a la seva casa. Tots aquests per un preu global de 1.300 milions de pessetes. De l'Atlético Lanús, Cúper, dugué Carlos Angel Roa i Oscar Mena a més d'Amato que havia estat a l'Hèrcules CF. Tot això afegit al que ja hi havia, sobresortint un jove Juan Carlos Valerón que es va consagrar com un dels millors jugadors de l'equip.
L'equip quedà 5è i arribà a la final de la Copa del Rei jugant contra el Barça i del qual sempre s'ha dir que fou el vencedor moral, ja que va estar a punt de guanyar, però la sort dels penals va jugar en la seva contra.
El Mallorca vivia els seus millors moments però Antonio Asensio decidí destituir Bartomeu Beltran com a president. Guillem Reynés Corbella fou nomenat president amb funcions representatives. Mateu Alemany passa a esser Conseller Delegat. I el Mallorca B aconsegueix l'ascens a la Segona Divisió A amb Rondo, Sastre, Martí, Luque, entre d'altres.
La següent temporada, arriba el primer títol oficial. La Supercopa d'Espanya a la qual va accedir com a subcampió de Copa, ja que el Barça havia conquerit Lliga i Copa. Així l'equip entrenat per Cúper, pogué revenjar-se i guanyar a un Barça que poc més va poder fer.
En lliga es va quedar en tercera posició, donant accés a la prèvia de la Lliga de Campions la pròxima temporada i arribà a la final de l'última edició de la Recopa d'Europa, deixant en el camí a equips com Heart, Genk, Varteks, i fins i tot el Chelsea FC a la semifinal.
A la final s'enfrontà a la SS Lazio i guanyà aquest per 2-1, després d'anar empatats a 1 quan faltaven vuit minuts per al final en què Nedved va marcar el segon gol romà.
Dia 5 de juny de 1999, Antonio Asensio fitxa a Buenos Aires el successor de Cúper, Mario Gómez. Dia 18 del mateix més, el porter Carlos Roa anuncia que es prendrà un any sabàtic impulsat per les seves creences religioses i se'n torna a l'Argentina.

##### Camí cap a la Champions League
El 23 de juny de 1999, el Mallorca declara transferible tota la plantilla del filial. Al primer equip arriba Germán Burgos, Jorge Quinteros, Juan José Serrizuela, Armando, David Castedo, Pablo Lago més els ascendits del filial Leo Franco i Diego Tristán. Albert Luque fou cedit al Màlaga CF.
El somni de la Champions League arriba amb la fase prèvia, que va haver d'enfrontar-se al Molde FK noruec. Al Molde Stadium es registrà un empat a 0 gols, mentre que dia 25 d'agost, a l'Estadi de Son Moix, el resultat fou també d'empat però aquesta vegada amb un gol per a cada equip, amb lo que pel valor doble dels gols a fora camp, donava el pas al Molde, quedant l'equip mallorquí sense aquest merescut premi.
El nou estadi construït per a la disputa de la Universíada 99, i del qual el Mallorca en té l'explotació durant 40 anys, tingué una estrena lliguera contra el Reial Madrid registrant un ple absolut. 23.142 persones no es van voler perdre l'ocasió.
Després dels primers partits, la Reial Federació Espanyola de Futbol no va concedir permís a Mario Gómez, per a entrenar a Espanya en mancar de la pertinent acreditació. El gallec Fernando Vázquez fou el seu substitut.

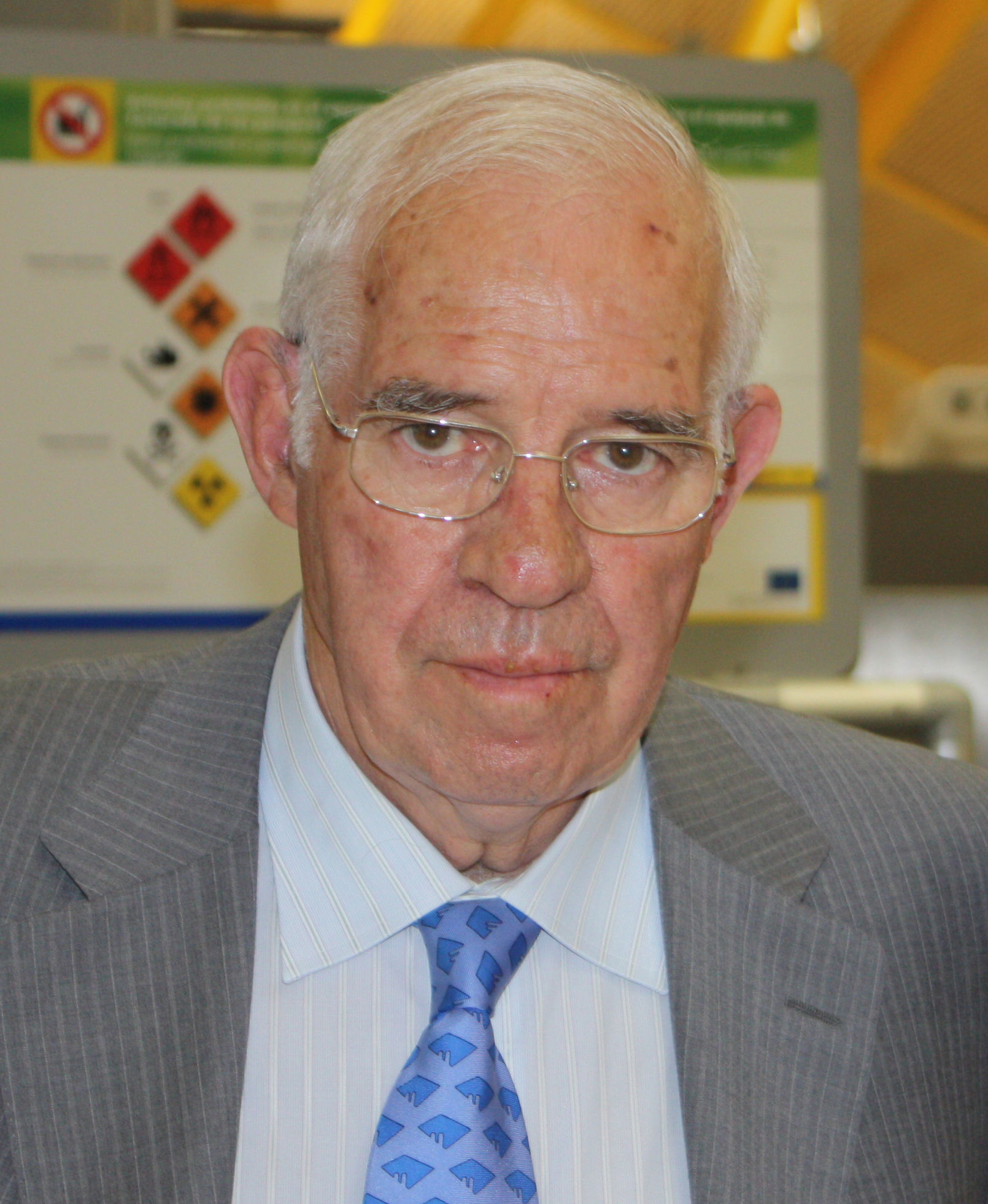
Luis Aragonés, entrenador del Mallorca entre les temporades 2000-2001 i 2003-2004

En el mercat d'hivern s'aconsegueix la cessió del jugador del Madrid, Samuel Eto'o el qual fou un altre referent a la història del conjunt balear.
El dia 5 de gener del 2000, la Federació Internacional d'Història i Estadística de Futbol designa el RCD Mallorca el vuitè millor equip del món l'any 1999.
A la temporada 2000/2001, el nou entrenador del Mallorca fou Luis Aragonés el qual venia de baixar a Segona amb el Reial Oviedo, jugant el darrer partit precisament contra el Mallorca. El 30 d'agost el Consell d'Administració nombra a Mateu Alemany Font nou president del club mallorquinista.
A la pretemporada es disputà la I Copa Unicef contra el Bayern que guanyà l'equip alemany per 0-4.
El RCD Mallorca, entrenat per Luis Aragonés, aconsegueix el tercer lloc a la Lliga, amb rècord de puntuació a la història del Club, 71 punts. D'aquesta manera, es classifica per segona vegada per prendre part a la Champions League. Igualment, aconsegueix rècord de gols (61) i de victòries (20) i encaixa el menor nombre de derrotes a Primera (7).
El 20 d'abril del 2001, mor Antonio Asensio. Tot i que ja havia deixat el seu lloc dins el Consell d'Administració al seu fill Antonio Asensio Mosbah, encara continuava essent propietari del club, fins aleshores. La Ciutat Esportiva de Son Bibiloni, es canvià de nom i ara es diu Ciutat Esportiva Antonio Asensio.
Mateu Alemany, únic president professional del Mallorca, fitxà Bernd Krauss com a substitut d'Aragonés.
El RCD Mallorca aconsegueix classificar-se per a la Champions League, després d'eliminar en la pròrroga l'Hajduk Split de Croàcia. El resultat de l'anada va anar d'1-0 a Split, i de 2-0 a Palma, amb gols d'Etoo i Luque.
A la lligueta de Champions el Mallorca va quedar enquadrat en el grup C, conjuntament amb l'Arsenal Football Club, el Schalke 04 i el Panathinaikos FC. Va debutar a Palma contra l'Arsenal l'11/09/2001 (el famós 11-S en què hi hagué els atemptats a Nova York, cosa per la qual va estar a punt de suspendrer-se el partit però al final es va optar per fer només un minut de silenci. Els partits disputats l'endemà se suspengueren), amb victòria del Mallorca 1-0 i gol de Engonga de penal. Encara que el Mallorca va aconseguir vèncer a tots els seus rivals, per a sumar 9 punts, no va poder passar a la següent fase. Hi havia equips que amb menys punts que el Mallorca si passaren, però en ser lligueta per grups, el somni de seguir endavant no fou possible.
Després de perdre per 0-4, davant el Schalke 04, Bernd Krauss, fou destituït. El proper entrenador seria Sergio Kresic, però no acabaria la temporada, ja que el 29 d'abril fou destituït i substituït per Tomeu Llompart a falta de dues jornades, que foren un empat a 0 al Santiago Bernabeu i la victòria a casa per 2-1 contra el Valladolid.
A la Lliga, el RCD Mallorca va aconseguir la permanència a primera divisió per sisè any consecutiu.
A la següent temporada (2002/03), l'equip va tenir un complicat inici de temporada en el qual, després de tres jornades, ocupava l'últim lloc de la classificació contant les seves trobades per derrotes. A continuació, el RCD Mallorca va imprimir un gir radical a la seva trajectòria, assolint el rècord de victòries consecutives en primera divisió, un total de 7, el que li va col·locar durant diverses jornades en segona posició. Les nombroses lesions, juntament amb l'acumulació de partits en la recta final del campionat van provocar que l'equip vermellenc es mostrés una mica irregular, finalitzant la Lliga 2002-03 en novè lloc.
Però el 28 de juny de 2003 va esdevenir el dia més important dels 87 anys d'història del RCD Mallorca després de la consecució de la Copa de S. M. El Rei, el primer gran títol, crec, del Club, en vèncer el Recreativo de Huelva per 3 gols a 0, en l'Estadi Martínez Valero d'Elx com escenari. Més de 15 mil mallorquinistes van ser testimonis de la gesta en la peregrinació més nombrosa de la història de l'illa. En el seu camí cap a la final, el conjunt de Gregorio Manzano va deixar enrere al Deportiu de La Corunya en semifinals i al Reial Madrid en els quarts de final, campió i subcampió de l'edició anterior, respectivament. Una sensacional actuació de Samuel Etoo, autor de dos dels tres punts vermellencs, va conduir a l'equip a un triomf que, a més de classificar al Mallorca per a disputar la pròxima edició de la UEFA, li va situar entre els únics 15 clubs d'Espanya que compten amb un trofeu de Copa en les seves vitrines.

### Etapa accionariat mallorquí
Si la temporada anterior concloïa amb la fita històrica més important del Club vermellenc en alçar-se amb la Copa del Rei, tot just dos mesos després, el dia 21 d'agost de 2003, es formalitzava l'ampliació de capital que donava origen a un nou Consell d'administració amb el qual la propietat del RCD Mallorca tornava a mans mallorquines. Al capdavant de l'operació se situa Bartomeu Cursach, gran amic personal de Mateu Alemany. Es parla d'una aportació de 17 milions d'euros. La família Asensio es quedà amb només un 20% de les accions totals.
D'aquesta forma l'Entitat iniciava un nou cicle en l'econòmic i social, mentre que en la part esportiva seguia marcant una època: al mateix temps que la Federació Internacional d'Història i Estadístiques del Futbol (IFFHS) nomenava el Mallorca el 22è millor equip del món el 2003, el conjunt mallorquinista continuava augmentant la seva llegenda europea disputant una nova edició de la Copa de la UEFA, la seva 7a participació europea, amb un nou tècnic a la banqueta, el portuguès Jaime Pacheco. Les dificultats d'adaptació al futbol espanyol propiciaren la seva ràpida sortida del Club, essent substituït temporalment per l'entrenador de la casa Tomeu Llompart, mentre es concretava l'arribada definitiva de Luis Aragonés. El "Savi d'Hortaleza" iniciava així la seva segona etapa al Mallorca. Després d'unes primeres setmanes complicades, on la tardana arribada de fitxatges a causa del procés d'ampliació de capital i el nou canvi d'entrenador disminuïren el rendiment òptim de la plantilla, el conjunt vermellenc aconseguí encadenar cinc triomfs consecutius que el situaren en la sisena plaça de la classificació. A la UEFA els de Luis Aragonés varen caure en els vuitens de final de la competició davant el Newcastle United anglès, després d'haver eliminat l'Apoel FC (Xipre), l'FC Copenhagen (Dinamarca) i l'Spartak de Moscou (Rússia). A la Lliga el Mallorca aconseguiria una meritòria 11a plaça final gràcies a un darrer tram extraordinari en el qual per damunt de tot va destacar el suport incondicional de l'afició mallorquinista. El fermall d'or a la temporada el va posar Samuel Etoo en rebre el trofeu internacional més important mai concedit a un jugador del RCD Mallorca, ni més ni menys que la Pilota d'Or Africana 2003, guardó que l'erigia com a Millor Jugador d'Àfrica de l'any 2003.

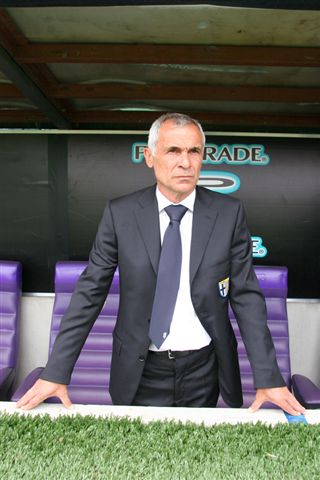
Héctor Cúper, entrenador del RCD Mallorca de l'any 1997 al 1999 i del 2004 al 2006

La 2004-05 fou la temporada en al qual es va complir in extremis l'objectiu somiat: romandre per 9è any consecutiu en primera divisió. El projecte, que al principi s'iniciava amb Luis Aragonés al capdavant i que després de la seva designació com a seleccionador nacional espanyol va arrencar finalment amb Benito Floro com a responsable tècnic, no va arribar a quallar sent substituït el tècnic asturià en el mes de novembre per ni més ni menys que Héctor Cúper, un dels millors entrenadors del món.
Mentre el conjunt vermellenc finalitzava la seva participació en la Copa del Rei en els 1/16 de final davant el Lanzarote, la lluita a la Lliga per la permanència es convertia en l'autèntica i irrenunciable prioritat. El premi de la salvació es va cristal·litzar en els últims 90 minuts de la temporada davant un Betis de Champions. Un Son Moix replet -23.142 camisetes vermelles varen donar color a la graderia- espitjà l'equip fins a la 17a posició final a la taula, per davant del Llevant. Es tracta de la temporada de la consagració de l'afició mallorquinista, que va acompanyar l'equip en els seus dos últims desplaçaments (Pamplona i La Corunya) jugant un paper crucial en el camí recorregut fins a assolir la permanència.
La propera temporada significà el primer any de Vicenç Grande al capdavant del RCD Mallorca. El 8 de juny de 2005 Mateu Alemany, després d'ocupar la presidència de l'entitat balear durant cinc anys, va cedir el testimoni a Grande el qual fins en aquell moment havia estat vicepresident i accionista majoritari després d'haver ampliat la seva participació en l'accionariat amb més d'un 93%. Hèctor Cúper va començar la temporada com a tècnic vermellenc però els dolents resultats en Lliga, l'equip estava enfonsat a l'última posició de la taula, i l'eliminació en Tercera Ronda de la Copa del Rei davant l'Alcoià per 4-1, van fer que l'argentí, en un acte d'honradesa cap al Club i cap a tota l'afició mallorquinista, presentés la seva dimissió el 13 de febrer rescindint el seu contracte, ja que sabia que la seva permanència a la banqueta només agreujaria la pèssima línia de resultats.
Llavors el RCD Mallorca va recórrer a Gregorio Manzano, l'home que va conduir al Club al cim de la història amb la conquesta de la Copa del Rei. El de Bailén va aconseguir donar-li altre caràcter a l'equip gens més arribar. Va guanyar al Màlaga i al Madrid. Sis punts que van fer que els vermellencs abandonessin, per a no tornar més en el qual quedava de campionat, els llocs de descens. Però no va ser fins al penúltim partit davant el Betis (1-1) on el RCD Mallorca aconseguís matemàticament la permanència podent celebrar així deu anys en la màxima competició.
La 2006-2007 va suposar un bot qualitatiu per al RCD Mallorca. L'estabilitat accionarial i esportiva, amb Gregorio Manzano segut a la banqueta, va permetre una bona planificació, i això es va manifestar damunt el terreny de joc al llarg del Campionat. El conjunt vermellenc aconseguí la permanència més plàcida de les darreres temporades, segellant la salvació a manca de sis jornades per al final de Lliga. A més, el tècnic andalús va superar un nou registre, ja que els illenca varen encadenar fins a set victòries consecutives a l'ONO Estadi, una fita mai vista a Primera divisió pel nostre club. En la Copa del Rei, el RCD Mallorca va caure davant el Deportivo de la Corunya, després d'eliminar l'Athletic de Bilbao en una apassionant eliminatòria.
En la següent temporada, molts van ser els rècords als que es van arribar en trenta-vuit partits disputats però entre ells destaquen els vint-i-set gols del pichichi de la Lliga, Daniel González Güiza; la major golejada de la història del club o bé que es trencava el malefici de Mestalla. La victòria de l'últim partit de Lliga per 3-2 al Saragossa no va servir perquè l'any següent pogués ser equip UEFA, però sí que va servir, entre d'altres, perquè el Mallorca continués escrivint una pàgina més en la història del club balear. Tal vegada, si s'hagués de posar títol a aquesta temporada, golejador seria l'adjectiu amb el qual hauria de recordar-se la fenomenal campanya 2007/08. Els vermells no van parar de trencar estadístiques durant el curs i prova d'això van ser els 69 gols que es van aconseguir; un registre mai vist en els nombres de l'equip. De fet, el precedent data de la temporada 2000/01 quan el primer equip va assolir marcar 61 dianes; amb Luis Aragonés en la banqueta i Eto'o com a màxim golejador de la història del Mallorca. Dani Güiza va ser pichichi de la Lliga amb 27 gols; tres més que el seu fidel perseguidor, Luis Fabiano. Així també es convertí en Bota de Plata en qualitat de segon màxim golejador europeu, només per darrere Cristiano Ronaldo.
L'afició del Mallorca recordarà, sens dubte, el que ha estat el millor partit de la història del Club; el què va enfrontar a l'Estadi de Son Moix al conjunt entrenat per Gregorio Manzano amb el Recreativo de Huelva. Els vermells van golejar 7-1, aconseguint el major rècord golejador de la història, deixant enrere el 6-1 assolit enfront l'Athletic de Bilbao. Igualment increïble la segona volta. Deu partits guanyats, dues derrotes i set empats és el balanç que mostrava l'espectacular escalada de l'equip en la taula. Quan va finalitzar la primera volta, el Mallorca era tretzè amb 22 punts i va aconseguir acabar setè amb 59, només a un de la UEFA. Aquest colofó final va ser gràcies a les sis últimes victòries consecutives.
L'estiu posterior va estar marcat per declaració del concurs de creditors voluntari presentat per Vicenç Grande, fins aleshores, màxim accionista del club, que afectaven a totes les seves empreses i a ell mateix. Les accions, estaven a nom de Binipuntiro SL, empresa que també estava immersa al concurs. Aleshores, Grande decideix posar en venda les seves accions (les quals eren un 93%) del RCE Mallorca. Durant un temps van sortint noms i grups interessats, però el que sonà més fort i que acabà essent amb el qual es firmà un preacord fou Paul Davidson. La quantitat era d'uns 38 milions d'euros pel 93% de l'entitat, que posteriorment seria el 91,24%. L'anglès va arribar a tenir la benedicció dels jutges del concurs de creditors de Grande malgrat que alguns creditors del Grup Drac (Grup d'empreses de Grande) presentessin al·legacions. Després de diverses plantades de l'empresari anglès al màxim accionista mallorquí, es va esgotar el termini del preacord. El 12 de novembre de 2008, Paul Davidson diu adéu a comprar el Mallorca. Després de tot això es va témer amb la possibilitat que els administradors judicials sol·licitessin la intervenció del Mallorca.
Després del fracàs de Davidson, Grande continuà a la propietat, però les xiulades intenses de l'afició durant i després del partit contra el Recreatiu de Huelva (7 de desembre de 2008, el Mallorca perdé a casa per 2-3) van fer que es plantegés la seva immediata dimissió just després del partit, però alguns pròxims a ell, l'intentaren convèncer de què no ho fes en calent. Pocs dies després, decidí tornar a iniciar converses per vendre el club a l'ex propietari del Newcastle, Freddy Shepherd, que ja havia estat un dels interessats anteriorment, per una xifra molt més baixa i així anar-se'n de l'entitat. Mentrestant, deu dies després, també estudiava la possibilitat de deixar el seu càrrec de president a Joan Antoni Ramonell. A la vegada, però, també estava amb converses amb el seu antecessor al càrrec, Mateu Alemany, però aquest li demana plens poders, la qual cosa Grande no acabà d'acceptar. Dies després Ramonell sera vetat pels administradors concursals i aquests també anul·laren la junta d'accionistes per irregularitats a les comptes. Dia 19 de desembre, Grande no es presenta al consell d'administració, i aquest nombra a Joaquín García, director general del Grup Drac, com a nou president provisional. García era una de les opcions que tenia a la recambra el mateix Vicenç Grande. Grande s'acomiada amb una carta al web del club.
Al final per pressions de la mateixa afició i dels administradors concursals, feren que el 15 de gener de l'any 2009, Mateu Alemany tornés a ser president del club, després del traspàs d'acció de Vicenç Grande. Alemany s'havia convertit en el desitjat per tothom a causa de la seva llarga e impecable trajectòria al club vermell.
En el vessant esportiu, en la temporada 2008-09, s'aconseguia passar de l'infern al cel en poc més de quatre mesos. Fins a la jornada vuitena, l'equip va mostrar una gran ambició en el seu joc a pesar de ser un equip totalment renovat que només comptava amb la continuïtat de Nunes, Ramis, Moyà o Arango respecte de la temporada passada. El club a més, es trobava enmig d'una forta convulsió institucional a la qual Mateu Alemany va posar fi des del mes de gener de 2009. Després es va signar una excel·lent segona volta amb dues úniques derrotes fins al tram final i sent, de fet, el segon millor equip de la segona volta només per darrere del Reial Madrid. El Mallorca havia estat l'únic equip capaç de guanyar a un FC Barcelona ja titular de la Lliga i de la Copa i al Reial Madrid –fins al moment- en el seu feu el dia del seu comiat fins a la temporada següent. L'arribada del porter Aouate, del Depor, va ajudar en gran manera a l'estabilitat a la porteria després de la lesio de Moyà i les inexactituds de Lux. Amb 51 punts, a onze d'Europa, el Mallorca podia celebrar la seva tretzena temporada consecutiva a la màxima categoria del futbol espanyol. A més, el conjunt vermell es va plantar en semifinals de la Copa del Rei i va ser acomiadat pel FC Barcelona, un equip que va arrasar emportant-se els tres títols: Copa del Rei, Lliga i Lliga de Campions.
La temporada 2009/2010 va començar amb la venta del club a la família Martí Mingarro. Després de la marxa de Juan Arango, Miquel Àngel Moyà, Cléber Santana, David Navarro, Lionel Scaloni i José Manuel Jurado, durant les dues últimes setmanes del mercat van anar arribant els fitxatges de Rubén González, Bruno Xina, Felipe Mattioni, Julio Álvarez, Paulo Pezzolano i Borja Valero. El tècnic Gregorio Manzano es va convertir aquesta temporada en l'entrenador amb més partits a primera divisió amb el club.
La família Martí Mingarro no va poder complir amb la gestió econòmica del club. Tots els components del Reial Mallorca, des dels futbolistes fins als proveïdors, passant pel personal del club, no van cobrar les seves nòmines. Es va demostrar que havien comprat el club, amb un primer pagament amb doblers del propi club. La resta de pagaments pendents, ja no les feu. El dia 11 de novembre de 2009 va tornar el club a Mateu Alemany. Fins a l'última jornada, l'equip va estar en la lluita per la quarta i última plaça que donava accés a la Lliga de Campions. En aquesta jornada els mallorquinistes van vèncer per 2-0 a l'Espanyol, però el Sevilla va vèncer per 2-3 l'Almeria amb gol en l'últim minut del sevillista Rodri. Aquesta victòria va suposar la classificació sevillista per a la Lliga de Campions, acabant el Mallorca en cinquena posició, que donava accés a l'Europa League.

### Dècada de 2010
Període a Segona Divisió (2013-2017)
Després de setze anys d'absència en la categoria de plata, el Mallorca va contractar a José Luis Oltra com a nou tècnic amb l'objectiu de tornar a primera divisió. El conjunt vermellenc va començar la temporada 2013-14 amb 3 derrotes consecutives, i encara que va sortir de la zona de descens, es va quedar ancorat a mitja taula, sense entrar en llocs de "play-off" d'ascens i sent un dels equips més golejats de la categoria. Aquesta situació va provocar que s'estudiés l'acomiadament de l'entrenador, però al no acceptar l'accionista majoritari Utz Claasen el substitut proposat per Llorenç Serra Ferrer (Lluís Carreras), aquest va dimitir. Una setmana més tard s'anuncia la marxa de José Luis Oltra i l'arribada de Lluís Carreras, però la decisió no es va confirmar fins a dos dies després, després de reunir-se el Consell d'Administració. als dotze partits, i amb una ratxa de 3 punts de 24, Lluís Carreras és destituït i els seus substituts són Javier Olaizola i Pep Alomar, els quals han d'assegurar la permanència en els 3 últims partits. Finalment, aquest improvisat tàndem de la casa aconsegueix 5 punts de 9 possibles que són suficients per obtenir la permanència, encara que va haver de patir fins a l'última jornada per aconseguir la salvació en una temporada on l'objectiu era ascendir.
Miquel Soler i Sararols va ser anunciat com a nou tècnic per a la temporada 2014-15, però al mes següent, Dudu Aouate passa a ser mànager general i conseller de l'entitat i decideix substituir l'entrenador català pel rus Valeri Karpin. l'equip va patir un horrible començament de Lliga, sumant un sol punt de 12 possibles en els quatre primers partits. La mala ratxa continua i el Mallorca cau a l'últim lloc de la classificació, amb només 2 punts en 7 jornades, situació detonant de la dimissió de Dudu Aouate. Però a partir d'aquest moment, l'equip illenc encadena cinc victòries consecutives que el catapulten a la zona mitjana de la classificació. El 5 de gener de 2015, Llorenç Serra Ferrer ven les seves accions a Utz Claassen, convertint-se així en el nou màxim accionista del club. El 9 de febrer de 2015, Valery Karpin és destituït i el seu relleu és Miquel Soler. La situació amb el tècnic català tampoc va millorar molt i va aconseguir la permanència a falta de tres partits per finalitzar la temporada, la qual ha tornat a ser un fracàs.
Utz Claassen i Miquel Àngel Nadal escullen a Albert Ferrer i Llopis per a comandar una revolució en la plantilla per a la temporada 2015/16. El Club signa fins a quinze noves incorporacions al planter de futbolistes. De la temporada anterior només queden Cabrero, Company, Truyols, Javi Ros, Yuste, Vallejo, Arana, Fofo i Pereira. Kasim, Damià Sastre i Brandon pugen definitivament del filial Mallorca B, que aquesta temporada jugarà a la Tercera Divisió-Grup Balear. Els joveníssims brasilers Carioca i Lima, cedits del Gremi de Porto Alegre, no són inscrits en el Primer Equip en ocupar plaça no comunitària. Passaran a jugar al filial i pujaran al primer equip quan l'entrenador ho consideri convenient. Es tracta, en definitiva, d'una amalgama de jugadors veterans, joves promeses i jugadors del filial. Nacionals i estrangers. La majoria de futbolistes són agents lliures, és a dir, el Club no ha hagut de realitzar un desemborsament per pagar un traspàs. Altres arriben en qualitat de cedits per altres equips. Bastants tenen experiència de jugar a la primera divisió a Espanya o a l'estranger. L'èxit d'aquesta aposta ha resultat ser un fracàs absolut, ja que l'equip va acabar la primera volta en llocs de descens i això va provocar la destitució d'Albert Ferrer i va ser rellevat per Pepe Gálvez. El 4 de gener de 2016, el nord-americà Robert Sarver es converteix en màxim accionista del club a través d'una ampliació de capital i nomena conseller delegat a Maheta Molango, qui serà el que prengui les decisions a partir d'aquest moment. Arran de que continuen els mals resultats, el 18 de gener de 2016, Molango decideix destituir Gálvez i contracta a Fernando Vázquez, (qui ja va dirigir l'equip en la temporada 1999/2000 a primera divisió) fins al 2017, amb l'objectiu de salvar la categoria aquesta temporada i que lluiti per l'ascens a la 2016/17. El club va realitzar una ampliació de capital amb la qual van obtenir 20 M per fitxar en el mercat hivernal i amb els que van fitxar a jugadors com Lago Júnior Wakalible i Diogo Salomao. Finalment l'equip va aconseguir la permanència en l'última jornada al guanyar 1-3 al Reial Valladolid a l'Estadi José Zorrilla i també gràcies a la derrota de la Ponferradina i l'empat de la UD Almeria.

#### Període aSegona Divisió B
El 4 de juny de 2017 es consuma el seu descens a Segona Divisió B a falta d'una jornada després d'una nefasta temporada a Segona. Després 36 anys consecutius en el futbol professional és la tercera vegada en els seus 101 anys d'història que participarà en el futbol no professional.
La temporada 2017/18 fou el primer classificat del grup 3 de Segona Divisió B, classificant-se així pels play-off d'ascens a 2a Divisió A.
Etapa a Segona Divisió A
Després de superar els play-off, el Mallorca aconseguí tornar a Segona Divisió A i, la mateixa temporada 2018/19, es tornar a classificar pels play-off d'ascens a 1a Divisió. Guanyà les dos eliminatòries, contra l'Albacete (2-1) i contra el Deportivo de La Corunya (3-2), esdevenint així nou equip de 1a Divisió.
Etapa a primera divisió
La temporada 2019/20, el Mallorca tornava a 1a Divisió després de 7 anys, aconseguint victòries destacades com l'1-0 contra el Reial Madrid.

## Fitxa tècnica del club
- Nom del club: Reial Club Deportiu Mallorca S.A.D
- Fundació: 1916
- Seu Social: Son Moix. Camí dels Reis, s/n
- Nombre d'abonats: 10.056
- Assistència total lliga: 162.079
- Assistència mitjana: 9.004 Espectadors
- Proveïdor esportiu: Nike
- Patrocinador oficial: Alpha Gel
- Patrocinador secundari: Air Europa
- Estadi: Estadi Mallorca Son Moix (23.142 espectadors)

## Estadi

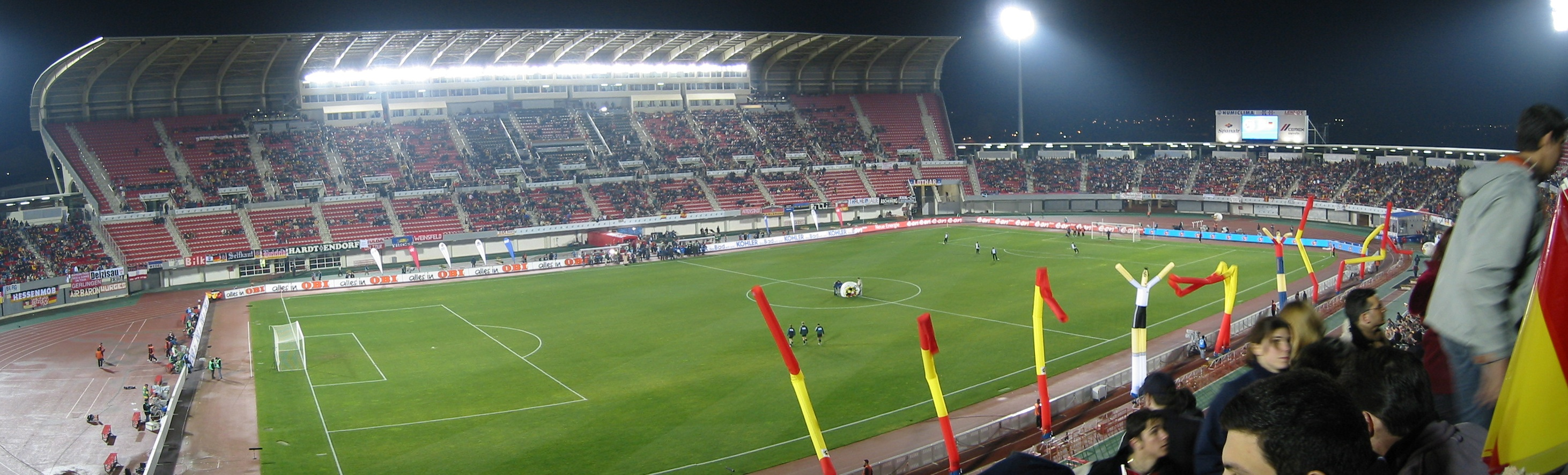
Vista panoràmica de l'Estadi de Son Moix

L'estadi local del RCD Mallorca és el Estadi Mallorca Son Moix (anteriorment anomenat per raons comercials Iberostar Estadi, Ono Estadi i Visit Mallorca Estadi), que fou inaugurat l'any 1999 i que compta amb una capacitat de 23.142 espectadors.
Antigament l'equip jugava els seus partits a l'Estadi Lluís Sitjar, que fou inaugurat el 1945 i abandonat 1999, any en què es va acabar la construcció de l'actual estadi.

## Evolució de l'equipament
| 1922 - 1933 | 1933 - 1968 | 1968 - 1969 | 1969 - 1976 1977 1978 2012 - 2014 actual | 1976 - 1977 2012 - 2014 |

## Palmarès

### Temporades
- A Primera: 32
- A Segona: 37
- A Segona B: 3
- A Tercera: 12

### Palmarès
- 1  Supercopa d'Espanya: 1998
- 1  Copa del Rei: 2002-03
- 1  Trofeu Ramón de Carranza: 2002 [XLVIII (48a) edició]
- 11 Trofeus Ciutat de Palma: 1987, 1991, 1992, 1994, 1997, 2007, 2010, 2014, 2017, 2018 i 2021
- 6 Trofeus Nicolau Brondo: 1971, 1972, 1984, 1985, 1994 i 2006 (aquest últim com a Mallorca B)
- 18 Trofeus de s'Agricultura: 1981, 1982, 1984, 1985, 1988, 1992, 1994, 1995, 1996, 1998, 1999, 2000, 2001, 2002, 2003, 2013, 2015 i 2016.
- 1 "Trofeu 70 Aniversari" del Poblense:[61] 2005
- 1 Trofeu Illes Balears: 2004
- 1 Trofeu Ciutat de Lleida: 2005
- 1 Trofeu Festa d'Elx: 2007
- 1 Mallorca Summer Cup: 2008
- 1 Trofeu Magdalena: 2008
- 1 XXXII Trofeu Costa Brava de futbol: 2008
- 1 Torneig de Palerm: 2009
- 1 Torneig Carabela de Plata: 2014
- 6 Campionats de Balears: 1919, 1924, 1925, 1927, 1929 i 1936
- 13 Campionats de Mallorca: 1917, 1919, 1924, 1925, 1926, 1927, 1929, 1930, 1931, 1932, 1936, 1937 i 1938
- 1 Copa President de la República: 1934
- 1 Segona Lliga de Catalunya: 1917
- 2 vegades Campió de la Segona Divisió espanyola: 1959/60 i 1964/65
- 2 vegades Campió de la Segona divisió B: 1980/81 i 2017-2018
- 6 vegades campió de la Tercera Divisió: 1943/44, 1954/55, 1956/57, 1957/58, 1958/59 i 1979/80

### Subcampionats
- Supercopa d'Espanya: 2003-04.
- Copa del Rei: 1990-91, 1997-98 i 2023-24
- Recopa d'Europa: 1998-99.

### Altres
- Millor lloc a la lliga: 3r (temporades 98-99 i 00-01)
- Major golejada a casa: Mallorca 7 - 1 Recreativo de Huelva (temp. 07-08)
- Major golejada en camp contrari: Real Madrid 1 - 5 Mallorca (temp. 02-03)
- Millor ratxa de partits sense perdre: 10, jornada 2a a 11a (temporada 1989-90)
- Jugador del RCD Mallorca amb més partits a primera divisió: Miquel Àngel Nadal - 249 (fins a la conclusió de la temporada 2003-04)
- Màxim golejador en una temporada a primera divisió: Dani Güiza (27 gols, temporada 07-08)
- Màxim golejador (de la història a primera): Samuel Eto'o, 54 gols (fins a final temp. 2003–04); Seguit per A. Luque (24 gols) i Magdaleno (23 gols)
- Màxim golejador (Segona Divisió): Goran Milojevic, 23 (temporada 93-94)
- Trofeu Zamora: Carlos Roa - 23 gols (temporada 98-99)
- Trofeu Pitxitxi: Dani Güiza (temporada 07-08)
- 18e Classificat de la Classificació Històrica General de 1ra. Divisió.
- Gols històrics a la lliga espanyola:
  - Gol 1: Joan Forteza (Jornada 2, temporada 1960-1961 Mallorca 2-1 Real Rácing)
  - Gol 100: Francisco Martínez "Achuri" (J 22 temporada 1962-1963 Atlético de Madrid 6-1 Mallorca)
  - Gol 200: Rolando Barrera (J 16 temporada 1983-1984 Mallorca 2-1 Real Sociedad)
  - Gol 300: Zoran Vulic (J 2 temporada 1989-1990 Mallorca 2-2 Real Oviedo)
  - Gol 400: Óscar Mena (J 3 temporada 1997-1998 Mallorca 6-2 Real Sporting)
  - Gol 500: Carlos Domínguez (J 1 temporada 1999-2000 Mallorca 1-2 Real Madrid)
  - Gol 600: Albert Luque (J 35 temporada 2000-2001 Real Club Deportivo Espanyol 0-1 Mallorca)
  - Gol 700: Samuel Eto'o (J 37 temporada 2002-2003 Recreativo Huelva 1-1 Mallorca)
  - Gol 800: Juan Arango (J 3 temporada 2005-2006 Mallorca 5-2 Real Sociedad)
  - Gol 900: Pierre Webó (J 15 temporada 2007-2008 Rácing Santander 3-1 Mallorca)
  - Gol 1.000: Borja Valero (J 2 temporada 2009-2010 Vila-real 1-1 Mallorca)
  - Gol 1.100: Chory Castro (J 6 temporada 2011-2012 Mallorca 2-1 Reial Societat)
  - Gol 1.200: Ante Budimir (J 17 temporada 2019-2022 Celta de Vigo 2-2 Mallorca)

### Darreres temporades
| Temp.     |     | Pos.         | J  | G  | E  | D  | GF | GC | P  | Copa del Rei     | Europa         | Europa                 | Notes                            |
| --------- | --- | ------------ | -- | -- | -- | -- | -- | -- | -- | ---------------- | -------------- | ---------------------- | -------------------------------- |
| 1995/1996 | 2D  | 3            | 38 | 20 | 9  | 9  | 59 | 35 | 69 | 2a ronda         |                |                        |                                  |
| 1996/1997 | 2D  | 3            | 38 | 20 | 10 | 8  | 59 | 38 | 70 | Quarts de final  |                |                        | Ascens a Primera Divisió         |
| 1997/1998 | 1D  | 5            | 38 | 16 | 12 | 10 | 55 | 39 | 60 | Final            |                |                        |                                  |
| 1998/1999 | 1D  | 3            | 38 | 20 | 6  | 12 | 48 | 31 | 66 | Quarts de final  | CWC            | final                  |                                  |
| 1999/2000 | 1D  | 10           | 38 | 14 | 9  | 15 | 52 | 45 | 51 | 2a ronda         | UEFA           | Quarts de final        | elim. 3a ronda Lliga de Campions |
| 2000/2001 | 1D  | 3            | 38 | 20 | 11 | 7  | 61 | 43 | 71 | Quarts de final  | Intertoto      | 2a ronda               |                                  |
| 2001/2002 | 1D  | 16           | 38 | 11 | 10 | 17 | 40 | 52 | 43 | Quarts de final  | Champions UEFA | Fase de grups 3a ronda |                                  |
| 2002/2003 | 1D  | 9            | 38 | 14 | 10 | 14 | 49 | 56 | 52 | Campió           |                |                        |                                  |
| 2003/2004 | 1D  | 11           | 38 | 15 | 6  | 17 | 54 | 66 | 51 | 3a ronda         | UEFA           | 4a ronda               |                                  |
| 2004/2005 | 1D  | 17           | 38 | 10 | 9  | 19 | 42 | 63 | 39 | 3a ronda         |                |                        |                                  |
| 2005/2006 | 1D  | 13           | 38 | 10 | 13 | 15 | 37 | 51 | 43 | Tercera ronda    |                |                        |                                  |
| 2006/2007 | 1D  | 12           | 38 | 14 | 7  | 17 | 41 | 47 | 49 | Vuitens de final |                |                        |                                  |
| 2007/2008 | 1D  | 7            | 38 | 15 | 14 | 9  | 69 | 54 | 59 | Quarts de final  |                |                        |                                  |
| 2008/2009 | 1D  | 9            | 38 | 14 | 9  | 15 | 53 | 60 | 51 | Semifinal        |                |                        |                                  |
| 2009/2010 | 1D  | 5            | 38 | 18 | 8  | 12 | 59 | 44 | 62 | Quarts de final  |                |                        |                                  |
| 2010/2011 | 1D  | 17           | 38 | 12 | 8  | 18 | 41 | 56 | 44 | Vuitens de final |                |                        |                                  |
| 2011/2012 | 1D  | 8            | 38 | 14 | 10 | 14 | 42 | 46 | 52 | Quarts de final  |                |                        |                                  |
| 2012/2013 | 1D  | 18           | 38 | 9  | 9  | 20 | 43 | 72 | 36 | Vuitens de final |                |                        | Descens a Segona divisió         |
| 2013/2014 | 2D  | 17           | 42 | 12 | 15 | 15 | 46 | 57 | 51 | 2a ronda         |                |                        |                                  |
| 2014/2015 | 2D  | 16           | 42 | 13 | 9  | 20 | 51 | 64 | 48 | 2a ronda         |                |                        |                                  |
| 2015/2016 | 2D  | 17           | 42 | 12 | 13 | 17 | 39 | 45 | 49 | 2a ronda         |                |                        |                                  |
| 2016/2017 | 2D  | 21           | 38 | 8  | 15 | 15 | 36 | 45 | 39 | 3a ronda         |                |                        | Descens a Segona Divisió B       |
| 2017/2018 | 2BD | 1 (Grup III) | 38 | 20 | 13 | 5  | 52 | 27 | 73 | 2a ronda         |                |                        | Ascens a Segona Divisió          |
| 2018/2019 | 2D  | 5            | 42 | 19 | 12 | 1  | 53 | 37 | 69 | Setzens de final |                |                        | Ascens a Primera divisió         |
| 2019/2020 | 1D  | 19           | 38 | 9  | 6  | 23 | 40 | 65 | 33 | Setzens de final |                |                        | Descens a Segona                 |
| 2020/2021 | 2D  | 2            | 42 | 24 | 10 | 8  | 54 | 28 | 82 | Segona Ronda     |                |                        | Ascens a Primera                 |
| 2021/2022 | 1D  | 16           | 38 | 10 | 9  | 19 | 36 | 63 | 39 | Quarts de final  |                |                        |                                  |
| 2022/2023 | 1D  | "12"         | 37 | 13 | 8  | 16 | 34 | 43 | 47 | Vuitens de final |                |                        |                                  |

## Jugadors

### Plantilla de la temporada 2025-26
A 15 agost 2025 
| N. | Pos. | Nac. | Jugador                    |
| -- | ---- | --- | -------------------------- |
| 1  | POR  | [[Fitxer:Flag of Slovakia.svg\|23x15px\|border \|alt=Eslovàquia\|link=Selecció de futbol d'Eslovàquia\|{{#if:\|]]                              | Dominik Greif              |
| 2  | DEF  | [[Fitxer:Flag of the Balearic Islands.svg\|23x15px\|border \|alt=Illes Balears\|link=Selecció de futbol de les Illes Balears\|{{#if:\|]]       | Mateu Morey                |
| 3  | DEF  | [[Fitxer:Flag of the Valencian Community (2x3).svg\|23x15px\|border \|alt=País Valencià\|link=Selecció de futbol del País Valencià\|{{#if:\|]] | Toni Lato                  |
| 5  | MIG  | [[Fitxer:Flag of Equatorial Guinea.svg\|23x15px\|border \|alt=Guinea Equatorial\|link=Selecció de futbol de Guinea Equatorial\|{{#if:\|]]      | Omar Mascarell             |
| 6  | MIG  | [[Fitxer:Flag of the Balearic Islands.svg\|23x15px\|border \|alt=Illes Balears\|link=Selecció de futbol de les Illes Balears\|{{#if:\|]]       | Antonio Sánchez            |
| 7  | DAV  | [[Fitxer:Flag of Kosovo.svg\|23x15px\|border \|alt=Kosovo\|link=Selecció de futbol de Kosovo\|{{#if:\|]]                                       | Vedat Muriqi               |
| 8  | MIG  | [[Fitxer:Flag of Spain.svg\|23x15px\|border \|alt=Espanya\|link=Selecció de futbol d'Espanya\|{{#if:\|]]                                       | Manu Morlanes              |
| 9  | DAV  | [[Fitxer:Flag of the Balearic Islands.svg\|23x15px\|border \|alt=Illes Balears\|link=Selecció de futbol de les Illes Balears\|{{#if:\|]]       | Abdón Prats                |
| 10 | MIG  | [[Fitxer:Flag of the Balearic Islands.svg\|23x15px\|border \|alt=Illes Balears\|link=Selecció de futbol de les Illes Balears\|{{#if:\|]]       | Sergi Darder               |
| 11 | DAV  | [[Fitxer:Flag of Japan.svg\|23x15px\|border \|alt=Japó\|link=Selecció de futbol del Japó\|{{#if:\|]]                                           | Takuma Asano               |
| 12 | MIG  | [[Fitxer:Flag of Portugal (official).svg\|23x15px\|border \|alt=Portugal\|link=Selecció de futbol de Portugal\|{{#if:\|]]                      | Samú Costa                 |
| 13 | POR  | [[Fitxer:Flag of the Balearic Islands.svg\|23x15px\|border \|alt=Illes Balears\|link=Selecció de futbol de les Illes Balears\|{{#if:\|]]       | Leo Román                  |
| 14 | MIG  | [[Fitxer:Flag of Spain.svg\|23x15px\|border \|alt=Espanya\|link=Selecció de futbol d'Espanya\|{{#if:\|]]                                       | Dani Rodríguez (2n capità) |

| N. | Pos. | Nac. | Jugador                                  |
| -- | ---- | --- | ---------------------------------------- |
| 17 | DAV  | [[Fitxer:Flag of Canada (Pantone).svg\|23x15px\|border \|alt=Canadà\|link=Selecció de futbol del Canadà\|{{#if:\|]]                      | Cyle Larin                               |
| 19 | MIG  | [[Fitxer:Flag of the Balearic Islands.svg\|23x15px\|border \|alt=Illes Balears\|link=Selecció de futbol de les Illes Balears\|{{#if:\|]] | Javi Llabrés                             |
| 20 | MIG  | [[Fitxer:Flag of Spain.svg\|23x15px\|border \|alt=Espanya\|link=Selecció de futbol d'Espanya\|{{#if:\|]]                                 | Pablo Torre                              |
| 21 | DEF  | [[Fitxer:Flag of Spain.svg\|23x15px\|border \|alt=Espanya\|link=Selecció de futbol d'Espanya\|{{#if:\|]]                                 | Antonio Raíllo (capità)                  |
| 22 | DEF  | [[Fitxer:Flag of Colombia.svg\|23x15px\|border \|alt=Colòmbia\|link=Selecció de futbol de Colòmbia\|{{#if:\|]]                           | Johan Mojica                             |
| 23 | DEF  | [[Fitxer:Flag of Argentina.svg\|23x15px\|border \|alt=Argentina\|link=Selecció de futbol de l'Argentina\|{{#if:\|]]                      | Pablo Maffeo                             |
| 24 | DEF  | [[Fitxer:Flag of Slovakia.svg\|23x15px\|border \|alt=Eslovàquia\|link=Selecció de futbol d'Eslovàquia\|{{#if:\|]]                        | Martin Valjent (3r capità)               |
| 25 | POR  | [[Fitxer:Flag of Spain.svg\|23x15px\|border \|alt=Espanya\|link=Selecció de futbol d'Espanya\|{{#if:\|]]                                 | Iván Cuéllar                             |
| 27 | DEF  | [[Fitxer:Flag of the Balearic Islands.svg\|23x15px\|border \|alt=Illes Balears\|link=Selecció de futbol de les Illes Balears\|{{#if:\|]] | David López                              |
| 29 | MIG  | [[Fitxer:Flag of Colombia.svg\|23x15px\|border \|alt=Colòmbia\|link=Selecció de futbol de Colòmbia\|{{#if:\|]]                           | Daniel Luna                              |
| 31 | POR  | [[Fitxer:Flag of Finland.svg\|23x15px\|border \|alt=Finlàndia\|link=Selecció de futbol de Finlàndia\|{{#if:\|]]                          | Lucas Bergström                          |
| —  | DAV  | [[Fitxer:Flag of Spain.svg\|23x15px\|border \|alt=Espanya\|link=Selecció de futbol d'Espanya\|{{#if:\|]]                                 | Mateo Joseph (cedit pel Leeds United FC) |

Els equips de la lliga espanyola estan limitats a tenir en la plantilla un màxim de tres jugadors sense passaport de la Unió Europea. La llista inclou només la principal nacionalitat de cada jugador, o aquella que correspongui a la selecció amb la qual juga internacionalment; alguns jugadors no europeus tenen doble nacionalitat d'algun país de la UE:

### Equip filial
| N. | Pos. | Nac. | Jugador       |
| -- | ---- | --- | ------------- |
| 28 | MIG  | [[Fitxer:Flag of Catalonia.svg\|23x15px\|border \|alt=Catalunya\|link=Selecció de futbol de Catalunya\|{{#if:\|]]                        | Jan Salas     |
| 30 | DAV  | [[Fitxer:Flag of the Balearic Islands.svg\|23x15px\|border \|alt=Illes Balears\|link=Selecció de futbol de les Illes Balears\|{{#if:\|]] | Marc Domènech |

| N. | Pos. | Nac. | Jugador       |
| -- | ---- | --- | ------------- |
| —  | DEF  | [[Fitxer:Flag of France (1794–1815, 1830–1974).svg\|23x15px\|border \|alt=França\|link=Selecció de futbol de França\|{{#if:\|]] | Iliesse Salhi |

### Staff tècnic
| Posició                   | Personal                                                      |
| ------------------------- | ------------------------------------------------------------- |
| Entrenador                | Jagoba Arrasate                                               |
| Segon entrenador          | Bittor Alkiza                                                 |
| Preparador físic          | Sergi Pérez Pablo Iriarte Miguel Artigues                     |
| Entrenador de porters     | Luisvi de Miguel                                              |
| Analistes                 | Xisco Campos Xim López                                        |
| Delegat                   | Chando                                                        |
| Delegat                   | Anabel Soto                                                   |
| Encarregats de materioal  | José Martín Aitor Hernández                                   |
| Director de l'equip mèdic | Adolfo Muñoz                                                  |
| Nutricionista             | Nuria Granados                                                |
| Fisioterapeuta            | Ferran Rosselló Dani Guiscafré Magí Vicens Toni Jordi Perelló |
| Rehabilitació             | Xavi Calvo                                                    |

Darrera actualització: 16 agost 2025
Font: RCD Mallorca

### Plantilles d'anteriors temporades
- Plantilla de la temporada 2006-2007
- Plantilla de la temporada 2015-2016
- Reial Club Deportiu Mallorca Plantilla 2016-2017

### Jugadors destacats[calcitació]
| - Mendonça - Carlos Roa - Gabriel Amato - Óscar Mena - Ariel Ibagaza - Ariel López - Mauricio Pineda - Leo Biagini - Gustavo Siviero - Jorge Quinteros - Iván Gabrich - Germán Burgos - Leo Franco - Juan Serrizuela - Cristian Díaz - Federico Lussenhoff - Oscar Flores - Bernardo Romeo - Guillermo Pereyra - Eduardo Tuzzio - Adrián Peralta - Leonardo Pisculichi - Jonás Gutiérrez - Francisco Maciel - Mauro Astrada - Rafael Zuviría - Juan Carlos Verón - Roberto Orellana - Rolando Barrera - Claudio Otermín - Anatoli Ponomarev - Fritz Hollaus | - Ivan Rocha - Palinha - Mota - Nené - Felipe Melo - Duca - Canario - Petar Kurdov - Gueorgui Dimitrov - Petar Mihtarski - Samuel Eto'o - Lauren - Harold Lozano - Zoran Vulić - Sinisa Koncalović - Miodrag Kustudić - Sebastián Herrera - Jose Luis Rondo - Alvaro Cervera - Mika Lipponen - Jochen Kientz - Baba Sule - Emmanuel Duah - Ànguelos Basinàs - Lambros Khutos - Zsolt Limperger - Mark Iuliano - Cristiano Doni - Alessandro Potenza - Yoshito Okubo - Ardian Đokaj - Andrija Delibašić | - Badou Zaki - Hassan Fadil - Hassan Nader - Andrey Zakari - Finidi George - Michael Obiku - Arnold Bruggink - Sander Westerveld - Gerry Armstrong - Fredy - Nunes - Nuno Carrapato - Bogdan Stelea - Constantin Gâlcă - Jovan Stanković - Goran Stoijilković - Milan Milijaš - Veljko Paunović - Zoran Stojadinović - Goran Milojević - Vlada Stošić - Goran Bogdanović - Milan Djurdjević - Alexander Stanojević - Dušan Petković - Zoran Masić - Quinton Fortune - Jesús María Pereda - Luque - Albert Riera - Santiago Ezquerro - Enrique Romero | - Miguel Ángel Nadal - Ernesto Valverde - Francisco Copado - Dani Garcia Lara - Diego Tristán - Luis García - Juan Carlos Valerón - Iván Campo - Antoni Pinilla - Toni Prats - Vicente Engonga - Patrick Müller - Walter Pandiani - Fernando Correa - Martin Ligüera - Gonzalo de los Santos - Mirto Davoine - Alberto Bergara - Mario Pini - Héctor Núñez - Eduardo Belza - Peter Méndez - Juan Arango |

### Jugadors del RCD Mallorca internacionals
| - Espanya - Daniel Guzmán - Antoni Ramallets - Guillamón - Jesús Pereda - Francisco Buyo - Francisco Bonet - Javier López - Estella - Luis García - Isidoro San José - Roberto Simón Marina - Álvaro Cervera - Francisco Higuera - Juan Ginés Sánchez Moreno - Claudio Barragán - Ricardo Serna - Lopez Rekarte - Ernesto Valverde - Iván Campo - Marcelino Elena - Vicente Engonga - Dani Garcia Lara - Enrique Romero - Gabi Moya - Juan Carlos Valerón - Santiago Ezquerro - Miquel Soler - Diego Tristán - Armando - Marcos Vales - Rufete - Farinós - Albert Luque - Miguel Ángel Nadal - Albert Riera - Dani Güiza - Fernando Navarro | - Argentina - Germán Burgos - Carlos Roa - Leo Franco - Jonás Gutiérrez - Ariel Ibagaza - Eduardo Tuzzio - Mauricio Pineda - Germán Lux - Lionel Scaloni - Sèrbia i Montenegro - Kustudic - Zoran Vulic - Vlada Stosic - Jovan Stankovic - Veljko Paunovic - Boško Janković - Uruguai - Peter Méndez - Fernando Correa - Gonzalo de los Santos - Martín Ligüera - Walter Pandiani - Gonzalo Castro - Camerun - Samuel Eto'o - Lauren - Daniel Kome - Pierre Webo - Marroc - Badou Zaki - Hassan Faddil - Hassan Nader - Ghana - Baba Sule - Emmanuel Duah | - Grècia - Lambros Khutos - Ànguelos Basinàs - Guinea Equatorial - Zarandona - Jose Luis Rondo - Itàlia - Cristiano Doni - Mark Iuliano - Nigèria - Michael Obiku - Finidi George - Romania - Bogdan Stelea - Constantin Gâlca - Brasil - Palinha - Felipe Melo - Bulgària - Petar Mitharski - Colòmbia - Harold Lozano - Johan Mojica - Croàcia - Dushan Petkovic - Finlàndia - Mika Lipponen - Hongria - Zlost Limperger - Irlanda del Nord - Gerry Armstrong - Japó - Yoshito Okubo - Perú - Roberto Merino - Sud-àfrica - Quinton Fortune | - Suïssa - Patrick Müller - Turquia - Fatih Akyel - Veneçuela - Juan Arango - Hondures - Matamoros - Guinea Bissau - Keita - Israel - Dudu Aouate |

## Presidents

### Alfons XIII (1916- 1931)
- Adolfo Vázquez Humasqué (President fundacional) 5 de març al 14 d'abril de 1916.
- Antoni Moner Giral 1916-1919; 1924-1926
- Josep Ramis d'Ayreflor 1919-1924; 1929-1930
- Lluís Sitjar 1926-1927; 1930-1931; 1931-1932; 1943-1946
- Sebastià Sancho 1927; 1929-1930
- Manuel Villalonga 1927-1929
- Antoni Parietti 1930-1931

### CD Mallorca / RCD Mallorca (1931-actualitat)
- J. Sancho 1931-1932
- R. Cavaller 1931-1932
- Miquel Seguí 1932-1934
- Llado 1934-1935
- Andreu Homar 1934-1943; 1948-1951
- Fèlix Pons de Marquès 1946-1947
- Comte d'Olocau 1948-1951
- Joan Vidal i Salvà 1951; 1964-1966; 1972-1974
- Antoni Buades 1951; 1952
- Josep Tous 1951
- José M. del Valle 1952
- Llorenç Munar 1955; 1961
- Jaume Rosselló 1955-1961
- Josep Barona 1966-1997
- Pau Servera 1968-1970
- Guillem Ginard 1970
- Josep Fandós 1971-1972
- Antoni Segui 1975-1976
- (Gestora) 1976-1977
- Miquel Cardell 1978
- Miquel Contestí 1978-1992
- Pau Llabrés (interí) 1992
- Miquel Dalmau 1992-1995
- Bartomeu Beltrán 1995-1998
- Guillem Reynés Corbella 1998-2000
- Mateu Alemany 2000-2005, gener del 2009 - agost del 2009
- Vicenç Grande 2005-2008
- Joaquín García 19 de desembre del 2008 - 15 de gener del 2009
- Bartomeu Vidal, 13 d'agost de 2009 - 20 de maig 2010
- Miquel Vaquer, 21 de maig de 2010 - 8 de juliol del 2010
- Josep Maria Pons Irazazábal[63] 8 de juliol del 2010 - 27 de setembre del 2010
- Jaume Cladera Cladera 27 de setembre del 2010 - 24 de desembre de 2012
- Llorenç Serra Ferrer (en funcions) 24 de desembre de 2012 - 29 de juliol de 2013
- Gabriel Cerda Alemany 29 de juliol de 2013 - 19 de desembre de 2014
- Utz Claassen 19 de desembre de 2014 - 30 de juny de 2016
- Monti Galmés 1 de juliol de 2016 - 8 de setembre de 2017
- Andy Kohlberg 8 de setembre de 2017 - en el càrrec

## Himne[64]
Mallorca, Mallorca,

tot Mallorca està amb tu;

i sempre direm

com el Mallorca no hi ha ningú. (bis)

Cap amunt, cap amunt!

sempre amunt, sempre amunt!

el Mallorca guanyarà.

Cap amunt, cap amunt!

sempre amunt, sempre amunt!

el Mallorca triomfarà.

Mallorca!!, Mallorca!!

Mallorca!!, Mallorca!!

Mallorca, Mallorca,

tot Mallorca està amb tu;

i sempre direm

com el Mallorca no hi ha ningú. (bis)

Cap amunt, cap amunt!

sempre amunt, sempre amunt!

el Mallorca guanyarà.

Guanyarem, guanyarem!

triomfarem, triomfarem!

el Mallorca és superior!!

Mallorca!!

Mallorca!!

Mallorca!!

CENTENARI

Aquí estam, 

tu i jo davant del temps,

tu i jo amb un sol cor,

mallorquinista.

Digues, 

quan el temps,

no estigui al nostre costat,

més fort serà el vermell,

contra la nit que ens mira.

Res pot canviar el que sent,

sempre ens diran valents.

Res canviarà el que sent,

aquest vermell tot meu.

Junts tu i jo,

no importarà res més,

ho cridaré ben fort,

estic aquí,

seguint-te.

Una afició,

amb una sola veu,

estic aquí,

Mallorca.

Hem caminat pel foc,

tocat amb les mans aquest cel,

mai hem deixat que el cor,

pugui enfosquir-se,

mira.

Res canviarà el que sent,

sempre ens diran els valents.

Res pot canviar el que sent,

aquest vermell és tot meu.

Junts tu i jo,

no importarà res més,

ho cridaré ben fort,

estic aquí,

seguint-te.

Una afició,

amb una sola veu,

estic aquí, aquí.

Cent anys més,

sempre diré:

Mallorca.

## Malnoms
Els dos malnoms o àlies més coneguts pel Mallorca són el de Mallorqueta i Barralet(s). El diminutiu de Mallorqueta és afectuós i fa referència a la condició d'equip estimat per la seva afició. Pel que fa a barrelet sembla que té a veure amb la forma del seu escut primitiu, que recordava un barral petit.
Durant la darrera època daurada del club (anys 90 i 2000) alguns l'anomenaren "l'ensaïmada mecànica". I darrerament també se'ls anomena vermellencs, traducció del castellà rojillos pel color de la samarreta.